# KR–860
A KR–860 (КР – Крылья России [Krilja Rosszii], magyarul: Oroszország szárnyai), vagy korábbi nevén SZKD–717, egy kétszintes széles törzsű utasszállító repülőgép terve, melyet az orosz Szuhoj tervezőiroda dolgozott ki.

## Fejlesztés
A projekt a tervezésekor a legnagyobb tömegű repülőgépet alkották volna meg, tömege mintegy 650 tonna, teherbírása 300 tonna lett volna, a célja az volt, hogy 860–1000 utas szállítására legyen képes. Összehasonlításképpen az An–225 maximális felszálló tömege 600 tonna, és a hasznos teherbírása 250 tonna. A repülőgép 1:24-es méretarányos modellje látható volt az 1999-es párizsi légibemutatón. Ha megépült volna, akkor ez lett volna a világ legnagyobb utasszállító repülőgépe.
A repülőgép tervezése az 1990-es években indult, és a program költsége az előrejelzések szerint 10 milliárd dollár (korábbi közzétett számadatok szerint 4–5,5 milliárd dollár között volt). Az első repülőgépet 2000 előtt nem sikerült megépíteni. Egy repülőgép becsült ára darabonként 160–200 millió dollár lett volna (korábban közzétett becslés szerint 150 millió dollár). Az előrejelzések szerint 300 db repülőgép gyártását tervezték meg a Kazanyi Repülőgépgyártó Termelési Egyesülés létesítményében. Az eredetileg tervezett utasszállító változatból később a KR–860T (a T jelentése Tanker) változatot tervezték volna meg egy LNG tankerként a távoli északi régiókba. A repülőgép gázturbináit – a szintén meg nem valósult Tu–206-hoz hasonlóan – a hagyományos kerozinnál gazdaságosabban alkalmazható folyékony földgázzal (LNG) üzemeltették volna.
A projekt nem jutott el a tervezéstől a gyártási szakaszba, így nem épült meg egyetlen KR-860-as repülőgép sem.

## Műszaki adatok[7]

### Általános jellemzők
- Utasbefogadó képesség: 860–1000 utas
- Hossz: 80 m
- Fesztáv: 88 m, vagy összehajtható szárnyakkal 64 m
- Szárnyfelület: 700 m²
- Legnagyobb felszállótömeg: 650 000 kg

### Teljesítmény
- Utazósebesség: 1000 km/h
- Hatótávolság: 15 000 km

## Lásd még
- Airbus A380
- Antonov An–225
- Boeing 747–8
- Lockheed C–5 Galaxy
- McDonnell Douglas MD–12

## Külső hivatkozások
- Sukhoi KR-860
- Pictures & technical data of Sukhoi KR-860 models